# Dirty Diamonds
Dirty Diamonds je čtyřiadvacáté studiové album amerického zpěváka Alice Coopera. Jeho producentem byl Steve Lindsey a vyšlo 4. července 2005 ve většině světa a 2. srpna ve Spojených státech. V žebříčku Billboard 200 se album umístilo na 169. místě.

## Seznam skladeb
| Pořadí         | Název                          | Autor                                                              | Délka |
| -------------- | ------------------------------ | ------------------------------------------------------------------ | ----- |
| 1.             | Woman of Mass Distraction      | Alice Cooper, Damon Johnson, Ryan Roxie, Chuck Garric, Rick Boston | 3:59  |
| 2.             | Perfect                        | Cooper, Johnson, Roxie                                             | 3:30  |
| 3.             | You Make Me Wanna              | Cooper, Roxie, Garric, Boston                                      | 3:30  |
| 4.             | Dirty Diamonds                 | Cooper, Johnson, Garric, Boston                                    | 4:02  |
| 5.             | The Saga of Jesse Jane         | Cooper, Roxie                                                      | 4:15  |
| 6.             | Sunset Babies (All Got Rabies) | Cooper, Johnson, Roxie                                             | 3:28  |
| 7.             | Pretty Ballerina               | Michael Brown                                                      | 3:01  |
| 8.             | Run Down the Devil             | Cooper, Mark Hudson, Mike Elizondo, Benji Hughes                   | 3:29  |
| 9.             | Steal That Car                 | Cooper, Johnson, Roxie, Garric                                     | 3:16  |
| 10.            | Six Hours                      | Cooper, Roxie                                                      | 3:24  |
| 11.            | Your Own Worst Enemy           | Cooper, Roxie                                                      | 2:15  |
| 12.            | Zombie Dance                   | Cooper, Roxie, Boston                                              | 4:27  |
| Celková délka: | Celková délka:                 | Celková délka:                                                     | 46:46 |

## Obsazení
- Alice Cooper – zpěv, harmonika
- Ryan Roxie – kytara
- Damon Johnson – kytara
- Chuck Garric – baskytara
- Tommy Clufetos – bicí
- Xzibit – rap v „Stand“